# Chona Madera
Asunción Madera (Las Palmas de Gran Canaria, 1901- ibídem, 1980), más conocida como Chona Madera, fue una periodista, escritora y poetisa española.

## Biografía
Nació en Las Palmas de Gran Canaria en 1901. Comenzó escribiendo como periodista, aunque no sería hasta la década de 1940 cuando empezó a componer poesía y a publicar obras. Pasó a ser conocida por el pseudónimo que empezó a emplear, «Chona» Madera. En 1944 publicó su primer libro de poemas, El volcado silencio, que se reeditaría en Madrid tres años más tarde.
A lo largo de su carrera colaboró tanto con diarios del archipiélago —El Eco de Canarias, La Tarde o El Día— como con revistas literarias —Mujeres en la isla, Mensaje o Gánigo—. A finales de la década de 1960 se trasladó a Málaga, ciudad donde residirá hasta 1979. En 1967 recibió el premio de poesía «Tomás Morales» por su obra Los contados instantes. Falleció en Las Palmas de Gran Canaria en 1980.

## Obras
- El volcado silencio (1944)
- Mi presencia más clara (1956)
- Las estancias vacías (1961)
- La voz que me desvela (1965)
- Los contados instantes (1966)
- Continuada señal (1970)
- Mi otra palabra (1977)
- Obras completas (1979)